# Veselá (Liberec)
Veselá è un comune della Repubblica Ceca facente parte del distretto di Semily, nella regione di Liberec.